# Niels Hahn
Niels Hahn (24 mei 2001) is een Oostenrijks voetballer die doorgaans als defensieve middenvelder speelt. In 2018 maakte hij de overstap van de jeugd van Austria Wien naar het eerste elftal.

## Clubcarrière
Hahn begon zijn carrière bij de jeugd van SVg Pitten. In 2014 maakte hij de overstap naar de jeugd van Austria Wien. In 2018 maakte hij de overstap naar het eerste elftal. 
Op 11 november 2018 maakte hij zijn debuut in de Bundesliga in de met 0–2 verloren wedstrijd tegen Red Bull Salzburg. Hahn kwam ruim een kwartier voor tijd op het veld ter vervanging van Vesel Demaku.

## Clubstatistieken
| Seizoen     | Club         | Competitie  | Competitie | Competitie | Beker | Beker | Internationaal | Internationaal | Totaal | Totaal |
| Seizoen     | Club         | Competitie  | Wed.       | Dlp.       | Wed.  | Dlp.  | Wed.           | Dlp.           | Wed.   | Dlp.   |
| ----------- | ------------ | ----------- | ---------- | ---------- | ----- | ----- | -------------- | -------------- | ------ | ------ |
| 2018/19     | Austria Wien | Bundesliga  | 1          | 0          | —     | —     | —              | —              | 1      | 0      |
| Club totaal | Club totaal  | Club totaal | 1          | 0          | 0     | 0     | 0              | 0              | 1      | 0      |

Bijgewerkt op 26 november 2018

## Interlandcarrière
Hahn doorliep verschillende jeugdploegen van het nationale elftal
2 Gluhakovic ·
3 Jarjué ·
4 Jeggo ·
5 Demaku ·
6 Hahn ·
7 Sax ·
8 Zwierschitz ·
10 Grünwald ·
11 Pichler ·
13 Lucic ·
14 Monschein ·
15 Serbest ·
16 Prokop ·
17 Klein ·
18 Schoissengeyr ·
19 Yateke ·
20 Edomwonyi ·
22 Cavlan ·
23 Palmer-Brown ·
24 Borković ·
26 Turgeman ·
27 Ebner ·
28 Martschinko ·
30 Madl ·
32 Pentz ·
36 Fitz ·
39 Sarkaria ·
46 Handl ·
99 Kos ·
Coach: Ilzer